# Lista de agraciados com a medalha de prata da Ordem Nacional do Mérito Científico
Lista de pessoas jurídicas agraciadas com a medalha de prata (Medalha Nacional do Mérito Científico) da Ordem Nacional do Mérito Científico.
| Ano  | Pessoa jurídica                                                                      | Data do decreto         | Ref.  |
| ---- | ------------------------------------------------------------------------------------ | ----------------------- | ----- |
| 1998 | Academia Brasileira de Ciências (ABC)                                                | 15 de outubro de 1998   |       |
| 2000 | Sociedade Brasileira para o Progresso da Ciência (SBPC)                              | 21 de julho de 2000     |       |
| 2005 | Empresa Brasileira de Pesquisa Agropecuária (Embrapa)                                | 15 de março de 2005     |       |
| 2006 | Fundação Oswaldo Cruz (Fiocruz)                                                      | 16 de novembro de 2006  |       |
| 2007 | Instituto Butantan                                                                   | 16 de fevereiro de 2007 |       |
| 2022 | Academia Militar das Agulhas Negras                                                  | 13 de dezembro de 2022  | [ 2 ] |
| 2022 | Arquivo Nacional (Brasil)                                                            | 13 de dezembro de 2022  | [ 2 ] |
| 2022 | Centro de Ciências Jurídicas da Faculdade de Direito do Recife da UFPE               | 13 de dezembro de 2022  | [ 2 ] |
| 2022 | Colégio Pedro II                                                                     | 13 de dezembro de 2022  | [ 2 ] |
| 2022 | Escola de Minas de Ouro Preto                                                        | 13 de dezembro de 2022  | [ 2 ] |
| 2022 | Escola Naval                                                                         | 13 de dezembro de 2022  | [ 2 ] |
| 2022 | Escola Politécnica da UFRJ                                                           | 13 de dezembro de 2022  | [ 2 ] |
| 2022 | Escola Superior de Agricultura Luiz de Queiroz da USP                                | 13 de dezembro de 2022  | [ 2 ] |
| 2022 | Faculdade de Ciências Farmacêuticas da USP                                           | 13 de dezembro de 2022  | [ 2 ] |
| 2022 | Faculdade de Direito da USP                                                          | 13 de dezembro de 2022  | [ 2 ] |
| 2022 | Faculdade de Medicina da Bahia da UFBA                                               | 13 de dezembro de 2022  | [ 2 ] |
| 2022 | Faculdade de Medicina da UFRJ                                                        | 13 de dezembro de 2022  | [ 2 ] |
| 2022 | Fundação Ezequiel Dias                                                               | 13 de dezembro de 2022  | [ 2 ] |
| 2022 | Instituto Agronômico                                                                 | 13 de dezembro de 2022  | [ 2 ] |
| 2022 | Instituto Benjamin Constant                                                          | 13 de dezembro de 2022  | [ 2 ] |
| 2022 | Instituto de Pesquisas Jardim Botânico do Rio de Janeiro                             | 13 de dezembro de 2022  | [ 2 ] |
| 2022 | Instituto de Pesquisas Tecnológicas                                                  | 13 de dezembro de 2022  | [ 2 ] |
| 2022 | Instituto Histórico e Geográfico Brasileiro                                          | 13 de dezembro de 2022  | [ 2 ] |
| 2022 | Instituto Militar de Engenharia                                                      | 13 de dezembro de 2022  | [ 2 ] |
| 2022 | Instituto Pasteur                                                                    | 13 de dezembro de 2022  | [ 2 ] |
| 2022 | Instituto Vital Brazil S.A.                                                          | 13 de dezembro de 2022  | [ 2 ] |
| 2022 | Museu Nacional                                                                       | 13 de dezembro de 2022  | [ 2 ] |
| 2022 | Observatório Nacional                                                                | 13 de dezembro de 2022  | [ 2 ] |
| 2021 | Associação Nacional de Entidades Promotoras de Empreendimentos Inovadores (Anprotec) | 03 de novembro de 2021  | [ 3 ] |
| 2021 | Associação Nacional de Pesquisa e Desenvolvimento das Empresas Inovadoras            | 03 de novembro de 2021  | [ 3 ] |
| 2021 | Conselho Nacional de Desenvolvimento Científico e Tecnológico                        | 03 de novembro de 2021  | [ 3 ] |
| 2023 | Academia Brasileira de Letras                                                        | 11 de julho de 2023     | [ 4 ] |
| 2023 | Academia Nacional de Medicina                                                        | 11 de julho de 2023     | [ 4 ] |
| 2023 | Escola Politécnica da USP                                                            | 11 de julho de 2023     | [ 4 ] |
| 2023 | Museu Paraense Emílio Goeldi                                                         | 11 de julho de 2023     | [ 4 ] |